# C'mon (Low)
C'mon è il nono album studio della band statunitense Low. È stato pubblicato dalla Sub Pop Records l'11 aprile 2011 in Europa e il giorno seguente negli Stati Uniti.
La fotografia in copertina è stata scattata da Brad Searles e raffigura Mimi Parker in controluce mentre suona la batteria durante un concerto.

## Il disco
L'album è stato coprodotto da Matt Beckley, che aveva già collaborato con le popstar Katy Perry, Avril Lavigne e Vanessa Hudgens.
Le registrazioni sono avvenute in una chiesa cattolica sconsacrata abidita a studio di registrazione, denominata "Sacred Heart Studio", nel loro paese natale Duluth nel Minnesota. Lo stesso studio è stato utilizzato anche nel 2002 per le registrazioni di Trust. Il missaggio, invece, ha avuto luogo nell'appartamento del produttore, a Hollywood in California.
Alle registrazioni hanno collaborato anche il chitarrista Nels Cline dei Wilco, la violinista Caitlin Moe della Trans-Siberian Orchestra e Dave Carroll dei Trampled by Turtles.

## Singoli
L'11 aprile 2011, giorno di uscita dell'album in Europa, viene anche diffuso il primo videoclip Try to Sleep diretto da Travis Schneider e interpretato da John Stamos e Melissa Haro. L'attore ha affermato di aver accettato il ruolo che gli ha proposto il suo amico e produttore Matt Beckley perché gli piaceva il concept e l'album: "The new record is on all the time at my place".
Il 17 agosto, invece, viene diffuso il secondo videoclip: Expecially Me diretto da Philip Harder e prodotto da Michael L. Friedman.

## Tracce
Alan Sparhawk ha affermato che la sesta traccia, $20, parla dell'amore vero: '"dovremmo capire che deve essere concesso senza pretendere nulla in cambio e non dovremmo tentare di comprarlo.", mentre Witches narra di un episodio d'infanzia: "Una volta, ero ancora bambino, mi sono alzato e non ero riuscito a dormire per tutta la notte, così credo di aver usato le streghe come una scusa per giustificarmi, ma mio padre mi ha detto che avrei dovuto io stesso risolvere il problema, che avevo il potere per preoccuparmi personalmente delle streghe, magari con una mazza da baseball."
Nell'ultima traccia, Something's Turning Over, si possono sentire le voci dei figli della Parker e di Sparhwak, Cyrus e Hollis.

### C'mon
Testi e musiche di Alan Sparhawk e Mimi Parker.
1. Try to Sleep – 4:20
2. You See Everything – 4:08
3. Witches – 4:03
4. Done – 2:55
5. Expecially Me – 5:29
6. $20 – 4:11
7. Majesty/Magic – 4:14
8. Nightingale – 4:58
9. Nothing But Hearth – 8:12
10. Something's Turning Over – 3:20

### C'mon (2 Extra Bonus Tracks)
1. $20 (Acoustic)
2. Try to Sleep (Acoustic)

### C'mon Acoustic
1. Try to Sleep – 4:02
2. Witches – 4:28
3. Done – 2:34
4. $20 – 4:12
5. Nightingale – 4:30

## Formazione

### Gruppo
- Alan Sparhawk - voce, chitarre, percussioni, cori
- Mimi Parker - voce, cori, percussioni
- Steve Garrington - basso, organo, pianoforte

### Altri Musicisti
- Nels Cline - chitarra, lap steel guitar
- Chris Price - tastiere
- Ryland Steen - percussioni
- Caitlin Moe - violino
- David Carroll - banjo
- Cyrus Sparhawk - cori
- Hollis Sparhawk - cori